# Aktion Schlösser
Aktion Schlösser (1945–1947) war eine humanitäre Aktion, um jüdischen Kindern aus Konzentrationslagern sowie deutschen Kindern aus Internierungslagern zu helfen. Die Veranstaltung wurde von dem Humanisten Přemysl Pitter und seiner Mitarbeiterin Olga Fierz sowie freiwilligen Mitarbeitern organisiert.

## Geschichte
Im Jahre 1933 gründete Přemysl Pitter das Milíč-Haus im Prager Stadtteil Žižkov, eine Einrichtung zur außerschulischen Erziehung von Kindern aus armen Familien. Kinder jüdischer Abstammung und einige Mitarbeiter von Pitter wurden während des Krieges in die Ghettos von Litzmannstadt, Theresienstadt und anderen Konzentrationslagern deportiert. Während der Okkupation versuchten   Pitter und Fierz, jüdischen Familien heimlich zu helfen. Zusammen mit ihren Mitarbeitern engagierten sie sich in der Nachkriegszeit für eine unmittelbare Hilfe für Kinder. 
Gleich nach der Befreiung erhielt Pitter die Beauftragung durch die gesundheitlich-soziale Kommission des Tschechischen Nationalrates und begann mit der „Aktion Schlösser“. Die Schlösser Štiřín, Kamenice, Olešovice, Lojovice und eine Pension in Ládví (in der Nähe von Prag) wurden in Erholungsheime verwandelt. Hier sammelten sich die Kinder, die aus Konzentrationslagern zurückkehrten. Den Kindern wurde ärztliche Betreuung, hochwertige Verpflegung und liebevoller Umgang gewährt. 
Pitter verurteilte die Nachkriegsgewalt an der deutschen Bevölkerung und kritisierte den unmenschlichen Umgang mit Deutschen in den Internierungslagern. Er setzte sich für eine Humanisierung dieser Lager ein. In der „Aktion Schlösser“ nahm er daher auch deutsche Kinder aus diesen Lagern auf. Bei der Vertreibung der Deutschen vermittelte Pitter mit seinen Mitarbeitern (Olga Fierz, Ferdinand Krch) die Verbindung der Kinder mit ihren Eltern oder Verwandten. Die „Aktion Schlösser“ durchliefen innerhalb von zwei Jahren 810 Kinder, von denen die Hälfte deutsche Kinder waren. Die Nachforschung nach verlorenen Kindern oder ihren Verwandten konzentrierte sich im Büro des Milíč-Hauses bis zum Jahr 1950.